# Т'ямсвер
Т'ямсвер (нід. Tjamsweer) — кірхдорф в нідерландській провінції Гронінген. Входить до складу муніципалітету Емсделта. У селищі знаходиться церква, яка була побудована 1538 року замість церкви, яка згоріла в 1536/1537 роках.